# Mesquita Futebol Clube
Mesquita Futebol Clube é uma agremiação esportiva, da cidade de Mesquita, no estado do Rio de Janeiro, fundada a 9 de maio de 1920.

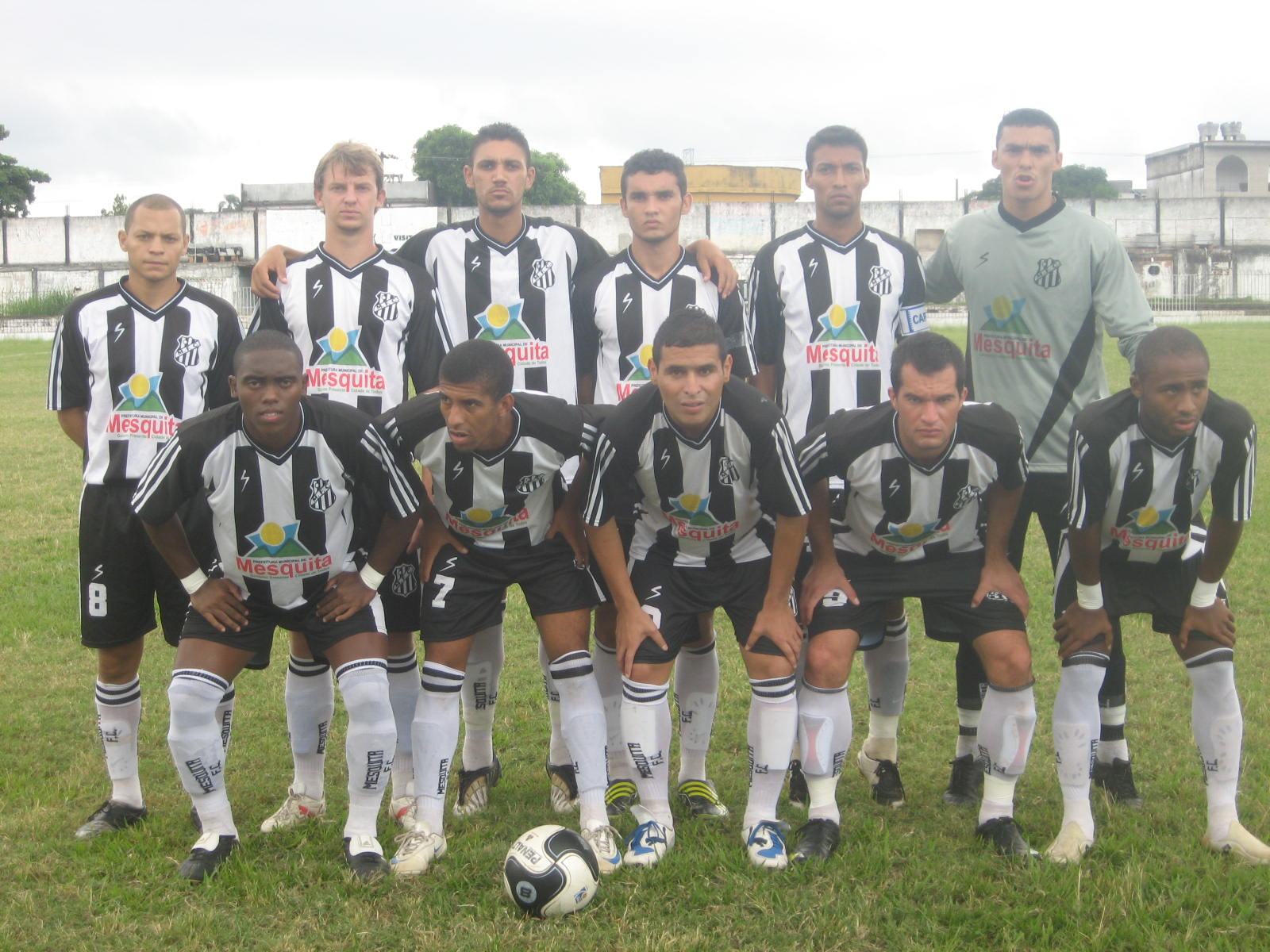
Equipe profissional do Mesquita em 2010

## História
O Mesquita Futebol Clube é uma das agremiações mais antigas da Baixada Fluminense, criado no dia 9 de maio de 1920. Quando Mesquita era um distrito subordinado à Nova Iguaçu, com quase 200 mil habitantes, o clube já competia assiduamente nos certames profissionais e amadores do estado, tendo conquistado a Copa Vale do Paraíba em 1976 e o Campeonato Estadual da Terceira Divisão em 1981, o qual venceu de maneira invicta na gestão Pedro Nunes. Anteriormente disputava os certames da Liga de Desportos de Nova Iguaçu.
O escrete comandado pelo treinador Nelson Correia era: Reinaldo; Arsênio, José Luiz, Edinho (Malaquias) e Arialdo; Beto, Jorge Luís e Pirita; Luisinho, Carlos Luís e Jorge. No banco ficavam: Orlando, Duim, Gelson e Deco.
Em 1977, vencera a Copa da Cidade, competição promovida pela Liga de Desportos de Nova Iguaçu ao vencer o Filhos de Iguaçu.
Após ficar licenciado das competições oficiais em 1984, o Tubarão da Baixada realizou campanha irretocável na Segunda Divisão do Campeonato Estadual de 1985, ingressando à elite do Campeonato Estadual. O clube foi superado apenas pelo Campo Grande Atlético Clube, campeão invicto do torneio.
Em 1986, ano que marcou a sua estréia na Primeira Divisão, o Mesquita alcançou a oitava colocação, ficando à frente de Goytacaz Futebol Clube (9º), Americano Futebol Clube (10º), Olaria Atlético Clube (11º) e Associação Atlética Portuguesa (12º). Na sua campanha, merecem destaques o empate com o Fluminense (1 a 1) e a vitória sobre o Botafogo (1 a 0). Vale registrar que nesse campeonato, o Mesquita foi dirigido por René Simões, que após uma proposta do futebol árabe, deixou o comando, dando lugar ao preparador físico Waldemar Lemos, que se consagraria na função de treinador anos mais tarde.
O elenco de 1986 ainda contou com atletas que se tornariam técnicos no futuro: Milton Mendes, com passagens por Vasco e Athletico-PR, que atuava como lateral-direito; Lucho Nizzo, ex-técnico das divisões de base da Seleção Brasileira; e Manicera, que dirigiu diversos clubes de menor investimento do Rio de Janeiro.
Em 1987, o Mesquita não obteve o notável desempenho do ano anterior. Apesar do empate em 1 a 1 com o Fluminense, o clube terminou na 13ª posição, não escapando do rebaixamento. Foram somente duas vitórias em 26 jogos disputados.
A trajetória do Mesquita na divisão principal do futebol fluminense, serviu de inspiração para outros clubes da Baixada, que repetiram tal façanha depois de surgir ou profissionalizar seus departamentos de futebol, como o Esporte Clube Nova Cidade (1989 e 1990), Nova Iguaçu Futebol Clube (2006), Duque de Caxias Futebol Clube (2008), Tigres do Brasil (2009) e Audax Rio de Janeiro Esporte Clube (2013). Apesar da curta passagem, o clube pôde concretizar os sonhos de jogar no Maracanã e de enfrentar os grandes esquadrões da Primeira Divisão.

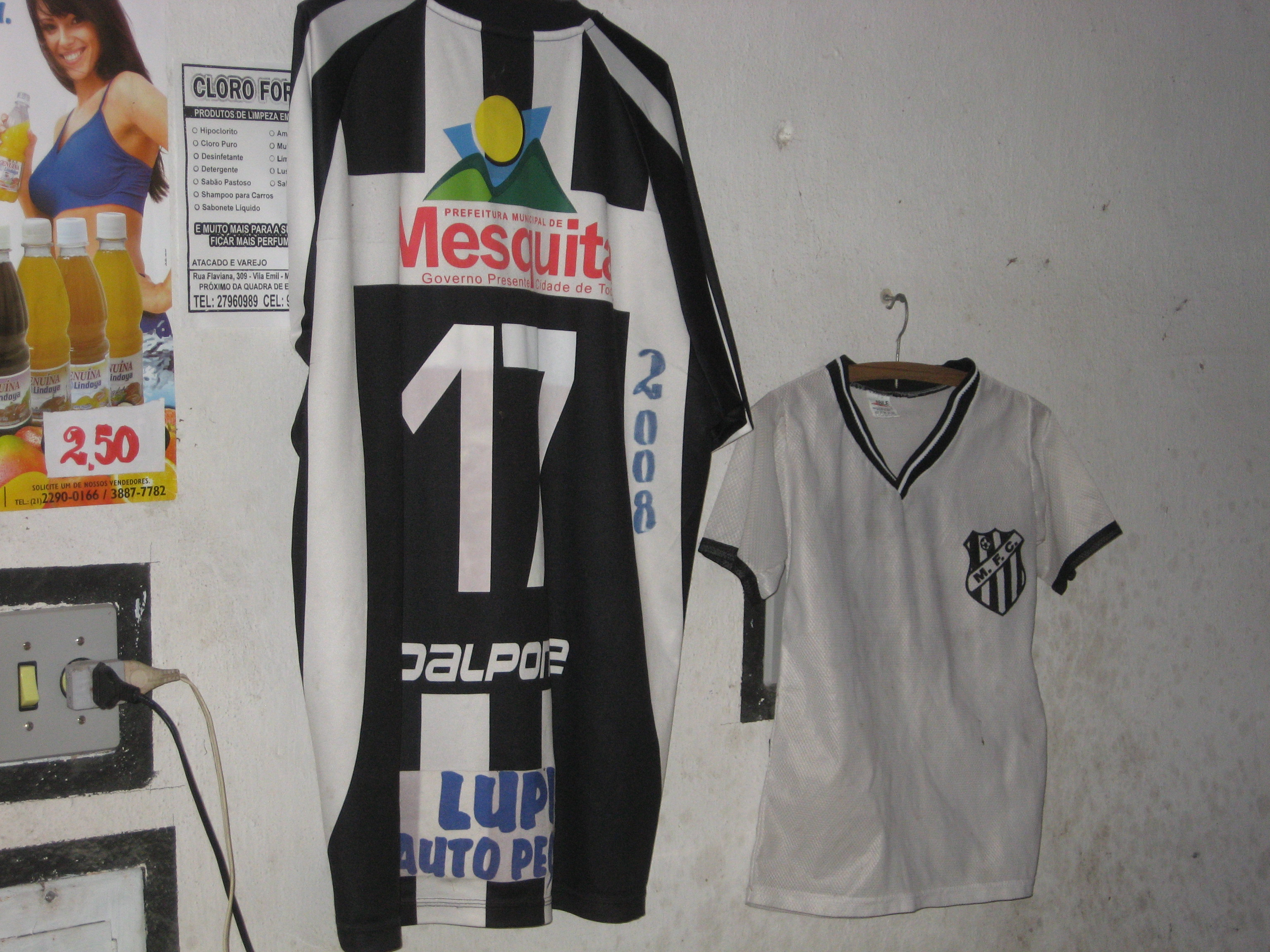
Camisas do Mesquita

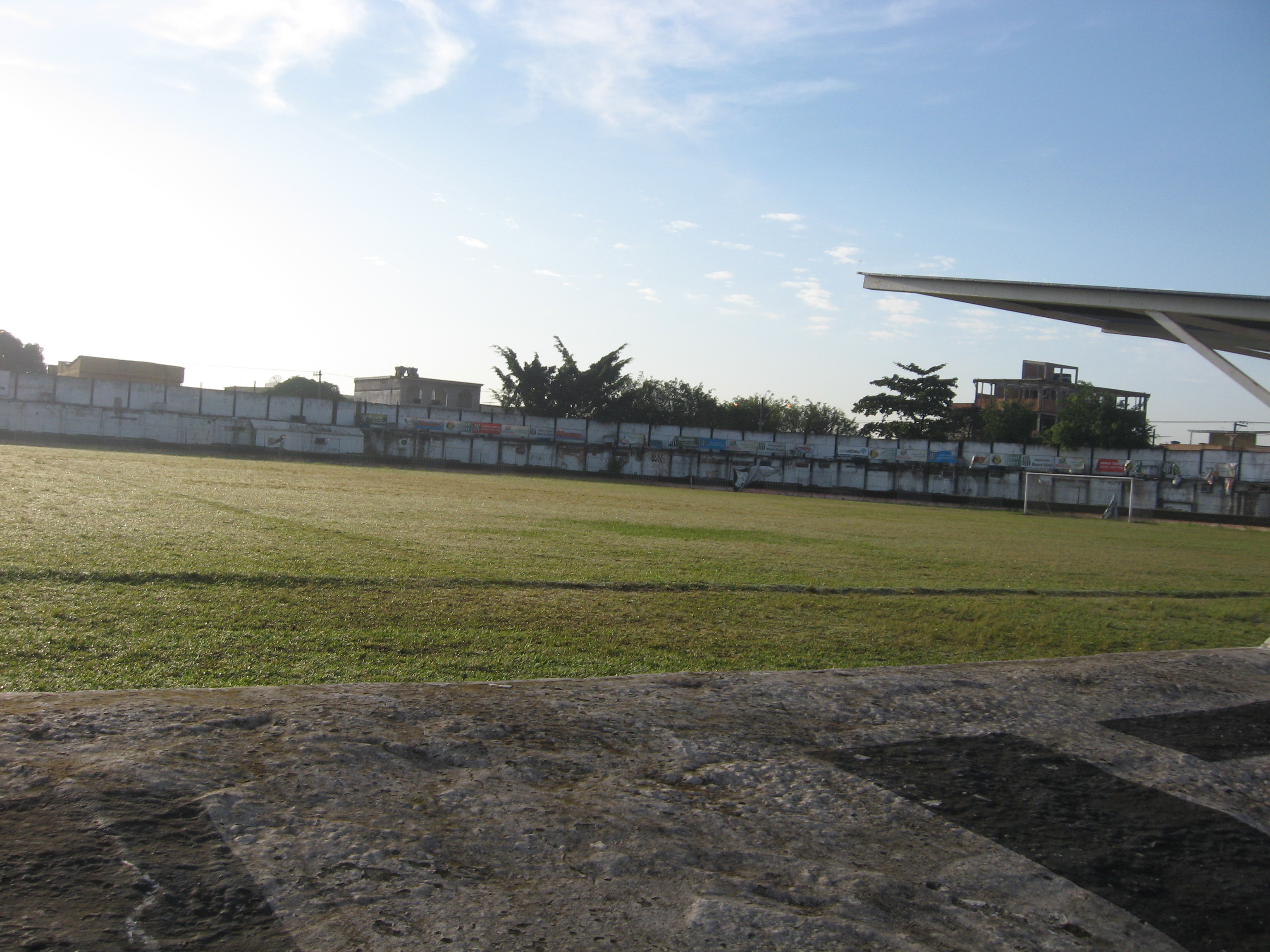
Estádio Louzadão em 2009

Sagra-se campeão da Terceira Divisão de Profissionais do Rio de Janeiro, em 1981, a primeira organizada pela FFERJ.
Em 1985, é vice-campeão da Segunda Divisão, perdendo o título para o Campo Grande Atlético Clube, subindo para a Primeira Divisão, onde permaneceu até 1987, quando foi rebaixado.
Em 2003, já de volta à Terceira, é vice-campeão, conseguindo o acesso de volta à Segundona com o campeão Bonsucesso Futebol Clube.
Em 2007, o Mesquita Futebol Clube formado por jovens entre 17 e 22 anos, retornou para a 1ª divisão.
Em 2008, 21 anos depois de ser rebaixado, o Tubarão retorna à Primeira Divisão Carioca.
Em 2008, após muita luta, consegue se manter na elite carioca e disputa o carioca em 2009.
Em 2009, após ter permanecido na elite, o clube promete tudo em busca da afirmação e solidificação na Divisão Principal do Estado. Após uma Taça Guanabara boa para o time da Baixada, chegando inclusive a disputar a final do Troféu Moisés Mathias de Andrade, onde foi vice-campeão. Porém após 8 derrotas seguidas na Taça Rio, sendo a última para o Duque de Caxias por 4 x 2, o Tubarão da Baixada acabou sendo rebaixado mais uma vez.
Em 2010, 2011 e 2012 ficou no Grupo X da Segunda Divisão.
Em 2013, o clube disputou a série B, sendo que em 2014 e 2015, o clube se licencia de competições da FFERJ.
Em 2016, o clube volta à atividade, e fica em sétimo lugar na Terceira Divisão; em 2017, o Mesquita foi campeão do 1o turno da serie B2 (terceira divisão), mas foi eliminado nas semifinais da competição, não repetindo o mesmo resultado em 2018, sendo o 12º colocado na serie B2; voltou a participar também da Copa Rio no mesmo ano, sendo eliminado na 1º fase.
Em 2020 foi rebaixado para a recém-criada na época, a Série C.

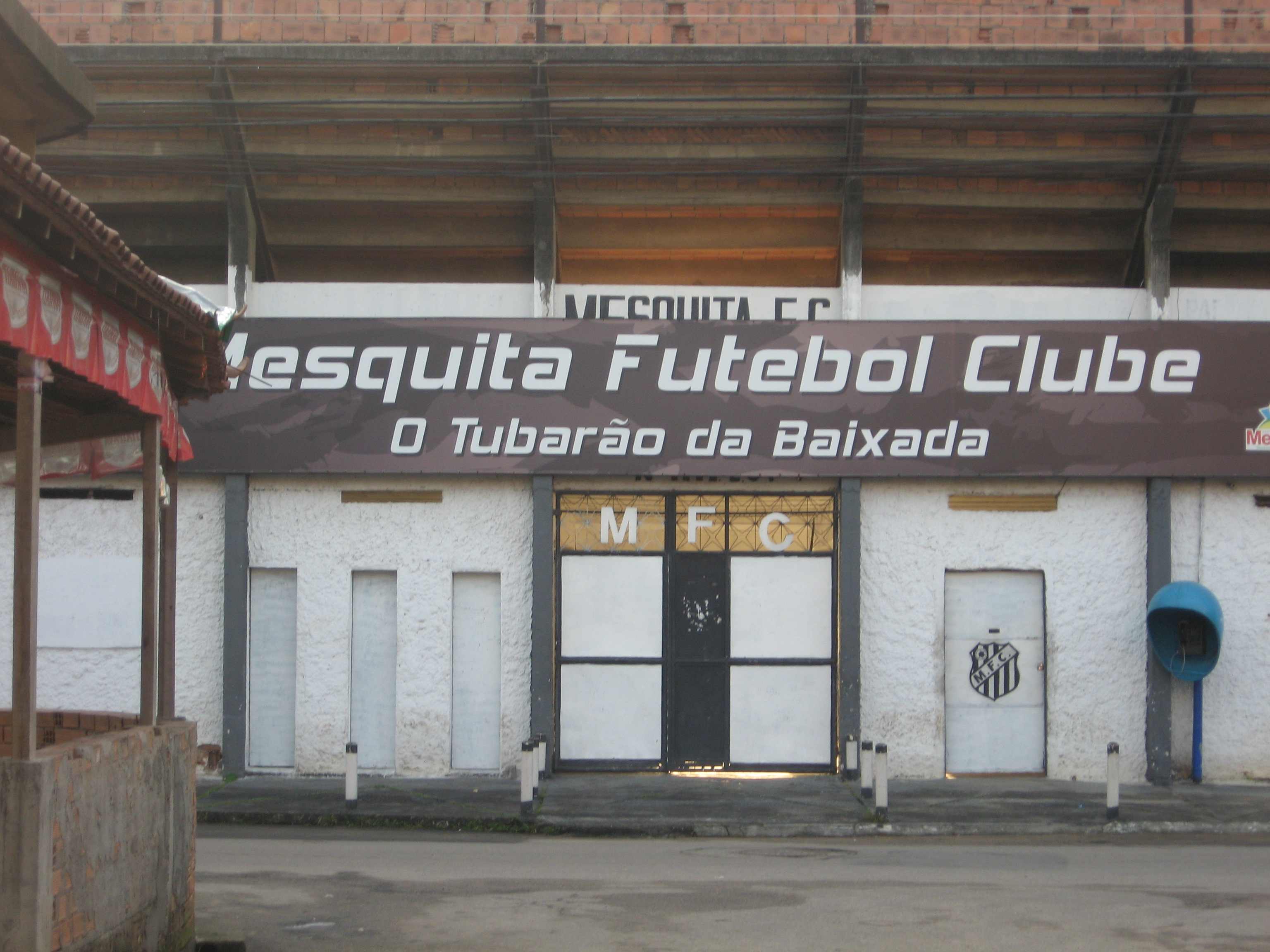
Vista da entrada do estádio Louzadão em 2009

## Títulos
Estaduais
- Campeonato Carioca - Série B2: 1981 (invicto)
- Primeiro Turno do Campeonato Carioca de Futebol de 2017 - Série B2: 2017;
- Copa Vale do Paraíba: 1976;

### Campanhas de destaque
Estaduais
- Vice-campeonato do Carioca - 2ª divisão: 2 vezes (1985 e 2007)
- Vice-campeonato da Copa Rio: 1996
- Vice-campeonato do Carioca - 3ª divisão: 2003;
- Vice-campeonato do Troféu Moisés Mathias de Andrade: 2009;
- Campeão 1º Turno do Carioca Série B2: 2017;
- 1959 - Campeão iguaçuano, categoria adultos;
- 1962 - Campeão iguaçuano, categoria aspirantes;
- 1970 - Campeão do I Torneio Início Infanto-Juvenil da Liga de Desportos de Nova Iguaçu;
- 1974 - Campeão da Divisão Especial, categoria adultos, da Liga Desportiva de Nova Iguaçu;
- 1975 - Campeão da Liga Desportiva de Nova Iguaçu;
- 1975 - Campeão da categoria juvenil da Liga Desportiva de Nova Iguaçu (final contra o Esporte Clube Miguel Couto;
- 1977 - Campeão da Copa da Cidade, da Liga Desportiva de Nova Iguaçu;
- 1979 - Campeão da categoria juvenil da Liga Desportiva de Nova Iguaçu;